# Psalmy Salomona
Psalmy Salomona – 18 apokryficznych psalmów, przypisywanych na zasadzie pseudonimii Salomonowi. Nie są wymieniane w żadnych starożytnych spisach ksiąg kanonicznych. Uwzględniono je jako dodatek pozakanoniczny (po Listach Klemensa) w spisie treści Kodeksu Aleksandryjskiego, jednak zawierające je karty nie zachowały się. W rękopisach biblijnych pojawiają się dopiero od przełomu X i XI wieku, umieszczane w bizantyjskich tekstach Septuaginty. Najstarszy ich zachowany rękopis pochodzi z XII wieku.
Przyjmuje się, iż utwory te powstały pierwotnie w języku hebrajskim w połowie I wieku p.n.e. Autor wywodził się prawdopodobnie z kręgu faryzeuszy, gdyż akcentuje potrzebę posłuszeństwa wobec Prawa i wierzy w zmartwychwstanie. Mocno zaakcentowane są elementy mesjańskie.

## Treść
- Psalmy 1-2 opisują Jerozolimę naruszoną przez bezbożników wskutek odrzucenia Praw Bożych
- Psalmy 3, 6, 10, 13, 14, 15, 16 wychwalają życie w sprawiedliwości i prawdzie
- Psalm 5 wychwala miłosierdzie Boga
- Psalm 9 mówi o wolnej woli człowieka
- Psalm 11 nawołuje do radości z powodu nadchodzącego zmartwychwstania
- Psalmy 17 i 18 są psalmami mesjańskimi